# 乙型肝炎病毒
乙型肝炎病毒（英語：Hepatitis B virus）简称乙肝病毒（HBV）。是一种DNA病毒，属于嗜肝DNA病毒科（hepadnavividae）。根据目前所知，HBV就只对人和猩猩有易感性，引发乙型病毒性肝炎疾病。
完整的乙肝病毒成颗粒状，也会被称为丹娜颗粒（Dane）。1970年由丹娜发现。直径为42纳米。颗粒分为外壳和核心两部分，由Ｂ型肝炎病毒所引起的肝炎叫「Ｂ型肝炎」

## 结构

### 外壳
也称为病毒的外衣壳，相当于一般病毒的包膜，由脂质双层和蛋白质组成，脂质双层内含有乙肝表面抗原（HBsAg），分别是S抗原、前S1和前S2抗原，它们一起又构成了外壳上大、中、小三种蛋白形式。

### 核心
分为外部的衣壳和内部双链DNA。衣壳由乙肝病毒的核心抗原（HBcAg）组成，呈二十面体对称，直径为27纳米，也称为内衣壳。DNA上还带有DNA聚合酶。DNA呈环状并且有缺口，大约含有约3200个核苷酸。DNA两链长短不一，长链完整、长度恒定、为负链；短链是正链、长度可变，大概是长链的50％~80%。DNA的功能是编码表面抗原、核心抗原和DNA多聚酶。

## 形态
在电子顯微镜下，可以發現，乙肝病毒有三种形态，分别是大球形颗粒、小球形颗粒和管形颗粒。大球形颗粒就是Dane颗粒。小形球颗粒，直径大约22奈米，是乙肝病毒感染后血液中最多见的一种。它由表面抗原组成，并不含有乙肝病毒的DNA以及DNA聚合酶。管形颗粒，直径也约为22奈米，長度在50~70纳米之间。实际上是由几个小球形颗粒聚合在一起而成，但同样具有HBsAg的抗原性。

## 病毒的复制
1. 病毒进入肝细胞后，脱去衣壳，DNA进入肝细胞核。
2. 正链DNA在DNA多聚酶的作用下，以负链为模版，延长修补成完整状态。
3. 双股DNA形成闭环超螺旋。在细胞RNA多聚酶催化下，以负链DNA转录成长短不一的RNA。短的RNA仅作为mRNA，长的还是前基因组RNA。
4. 从mRNA轉译出e抗原，核心抗原，DNA聚合酶，和三种表面抗原。核心抗原组装成内衣壳。
5. 前基因组和DNA聚合酶进入组装好的病毒内衣壳中。
6. 在DNA聚合酶（反转录酶）的作用下，以前基因组RNA为模版，逆转录为负链DNA。而前基因组则被降解消失。
7. 以负链DNA为模版，复制生成正链DNA。
8. 含有双链DNA的内衣壳裹上外衣壳，成为病毒体。从肝细胞浆释放至肝细胞外。

## 抗原
- 乙肝表面抗原：又称“澳洲抗原”或“澳抗”，缩写为HBsAg。是乙肝病毒的外壳蛋白，分子量240万（约4.78*10−8纳克，因不含DNA因而本身不具有传染性。乙肝病毒感染肝细胞的关键是其表面蛋白和肝细胞结合。人体免疫系统产生的抗体会阻止这种结合，使得乙肝病毒不能感染肝细胞。乙肝病毒的对抗策略是产生大量的表面抗原，使得免疫系统产生的抗体无法完全阻断表抗和肝细胞的结合，以量取胜，因此在感染者的血液中可多达5X1017个表面抗原。在感染乙肝病毒后2～6个月，当丙氨酸氨基转移酶升高前2～8周时，可在血清中测到阳性结果。大于0.18ng/ml为阳性。0.5ng/ml=1 IU/ml
- 乙肝核心抗原：缩写HBcAg。
- 乙肝e抗原：缩写HBeAg。

## 血液中HBV数量
通过PCR方法可以定量检查血液中HBV数量。1国际单位/毫升≈5.6拷贝/毫升。

## 历史
1963年美国费城癌症研究所科学家巴鲁克·塞缪尔·布隆伯格在一位患白血病的澳大利亚原住民血清中发现一种抗原，这种抗原正常人体内并没有。他将这种抗原命名为“澳大利亚抗原（Aa）”，因此中国大陆简称为“澳抗”。这种抗原物后来正式命名为乙型肝炎表面抗原（ HBsAg ），简称为 “ 表抗 ” 。布隆伯格凭着这些工作共享了1976年的诺贝尔生理学或医学奖。
纽约大学医学中心索尔·克鲁曼在斯坦顿岛的专收智力障碍儿童的威洛布鲁克州立学校，选择25名智力障碍儿童作为受试者，注射了澳抗患者血清的孩子们仅有一人没被感染。由此弄清了甲肝与乙肝的差异，写下论文《传染性肝炎：两种临床上、流行病学上和免疫学上都截然不同的感染》，被誉为乙肝研究史上的里程碑。在多种尝试后，克鲁曼发现将澳抗患者血清稀释后加热，乙肝病毒会被灭活，而抗原活性仍在。克鲁曼先在智力障碍的孩子身上注射疫苗，然后再注射含病毒的血清，果然疫苗为孩子们提供了免疫力，这是人类首次制成乙肝（灭活）疫苗。
默克研究所的莫里斯·希勒曼从同性恋群体中采集乙肝血清，再进行灭活提取工作。先用pH2.0的胃蛋白酶浸泡18小时，分解血液中的蛋白，乙肝病毒颗粒剩下不足1%。随后用尿素处理4小时，尿素能够分解朊蛋白，在20世纪50年代就已知朊蛋白会引发一系列疾病。最后再用1:4000的福尔马林处理72小时，可以有效彻底灭活许多病毒，并再次消灭乙肝病毒。这套方法事后证明也灭活了血清中的艾滋病毒。实验证明，这种疫苗乙肝预防效果75%。1981年，FDA批准了这种人类历史上首个商业化的乙肝疫苗上市。

## 外部連結
- 微生物免疫學-Hepadnaviridae（肝病毒科）（页面存档备份，存于）